# Batman '66
Batman '66 est une série de comics books publiée par DC Comics. Elle fait suite à la série télévisée de 1966-1968 mettant en vedette Adam West et Burt Ward dans les rôles de Batman et Robin. La série est principalement écrite par Jeff Parker et Tom Peyer, avec Mike Allred aux dessins des couvertures.

## Historique de la publication
En 2013, DC commence la publication de Batman '66, qui raconte de toutes nouvelles histoires dans le monde de la série télévisée de 1966. Cette série est écrite par Jeff Parker, avec les couvertures réalisées par Mike Allred. Les dessins intérieurs sont réalisés par des artistes différents à chaque numéro,,. Les personnages de la série télévisée tels que le Rat de Bibliothèque, le Ménestrel, le Marchand de Sable, Olga la Reine des Cosaques, la Grande Zelda, Shame, et Marsha la Reine des Diamants, tous font leur première apparition dans un comics book dans cette série. Le Pingouin, le Joker, le Sphinx, la Femme Chat et Mr Freeze apparaissent également. Des personnages qui ne sont pas apparus dans la série télévisée (certains d'entre eux ont été créés après la fin de la série) apparaissent également dans Batman '66. Ainsi le Red Hood et Dr Quinn sont présents dans le numéro 3, Poison Ivy dans le numéro 26, Bane dans le numéro 27, l'Épouvantail et Killer Croc dans le numéro 28, le Professeur Hugo Strange dans Batman '66 Meets the Man from U.N.C.L.E., et Ra's al Ghul dans Batman '66 Meets Wonder Woman '77,. De nouveaux personnages et véhicules sont également créés comme le Bat-Jet, utilisé pour suivre Faux-Frère au Mont Rushmore, ou la nouvelle vilaine nommée Cléopâtre.
La série est annulée au bout de 30 numéros, le dernier étant sorti le 16 décembre 2015,.
En juin 2014, Kevin Smith et Ralph Garman commencent la publication, en six numéros, du crossover de Batman et le Frelon vert, Batman '66 Meets The Green Hornet. Il y a aussi trois autres crossovers avec d'autres personnages de séries télévisées des années 1960 et 1970 : Des agents très spéciaux avec Batman '66 Meets the Man From U.N.C.L.E., Chapeau melon et bottes de cuir avec Batman '66 Meets Steed and Mrs. Peel, et Wonder Woman, joué par Lynda Carter, dans Batman '66 Meets Wonder Woman '77.
En novembre 2014, Len Wein et José Luis Garcia-Lopez sortent Batman ‘66: The Lost Episode. Ce comics est une reprise d'un scénario écrit par Harlan Ellison et prévu pour la série télévisée de 1966. Il devait introduire Double-Face dans la série mais l'épisode n'a jamais été tourné.
En juillet 2017, un nouveau one-shot appelé Batman '66 Meets the Legion of Super-Heroes montre Batman et Robin faire équipe avec la Légion des Super-Héros. En juillet 2018, les vilains de Batman tentent de prendre le contrôle de Riverdale dans la mini-série crossover Archie Meets Batman '66.
La série est absente des différentes Terres parallèles présentes dans le Multivers DC des New 52. C'est en 2023, après l'arc narratif Dark Crisis (en), que la série Batman '66 est désignée Terre 66 dans le multivers post-Dark Crisis.

## Publications

### Éditions américaines
Série principale
- 2014 - 2016 : Batman '66
  - 2014 - Tome 1 : contient Batman '66 no 1-5
  - 2014 - Tome 2 : contient Batman '66 no 6-10
  - 2015 - Tome 3 : contient Batman '66 no 11-16
  - 2016 - Tome 4 : contient Batman '66: The Lost Episode no 1 + Batman '66 no 17-22
  - 2016 - Tome 5 : contient Batman '66 no 23-30

Mini-séries
- 2015 : Batman '66 Meets The Green Hornet : contient Batman '66 Meets The Green Hornet no 1-6
- 2016 : Batman '66 Meets the Man From U.N.C.L.E. : contient Batman '66 Meets the Man From U.N.C.L.E. no 1-6
- 2017 : Batman '66 Meets Steed and Mrs. Peel : contient Batman '66 Meets Steed and Mrs. Peel no 1-6
- 2017 : Batman '66 Meets Wonder Woman '77 : contient Batman '66 Meets Wonder Woman '77 no 1-6
- 2017 : Batman '66 Meets the Legion of Super-Heroes :  contient Batman '66 Meets the Legion of Super-Heroes no 1-6
- 2018 : Archie Meets Batman '66  : contient Archie Meets Batman '66 no 1-6

### Éditions francophones
Actuellement, aucune édition reliée n'est disponible en français. 
Mais Urban Comics a sorti les premiers numéros dans ces éditions kiosques : 
- 2015 : Batman Saga Hors-Série 8 : contient Batman '66 no 1-4
- 2016 : Batman Univers Hors-Série 1 : contient Batman '66 no 5-8 + The Lost Episode